# Teheran (shahrestan)
Teheran (persiska: تِهْران, Tehran), eller Shahrestan-e Tehran (شهرستان تهران), är en shahrestan, delprovins, i Iran. Den ligger i provinsen Teheran, i den norra delen av landet. Antalet invånare var 8 737 510 vid 2016 års folkräkning. Irans huvudstad Teheran är administrativt centrum även för Teheran shahrestan.